# Gaudete et exsultate
Gaudete et exsultate («Alegreu-vos i gaudiu») és la tercera exhortació apostòlica del papa Francesc, signada el dia 19 de març de 2018 (festa de sant Josep) i donada a conèixer el 9 d'abril aquest mateix any. L'exhortació porta per subtítol «Sobre la crida a la santedat al món actual». Aborda la crida universal a la santedat, amb un enfocament «per tornar a programar la crida a la santedat d'una manera pràctica per al nostre propi temps».
El títol té el seu origen al sermó de les benaurances del capítol 5 de l'Evangeli de Mateu. El document va ser lliurat per l'Oficina de Premsa de la Santa Seu en una conferència de premsa el 9 d'abril de 2018, solemnitat de l'Anunciació, presentada per l'aleshores arquebisbe Angelo De Donatis, vicari general de Roma, Gianni Valente, periodista, i Paola Bignardi, d'Acció Catòlica. L'exhortació va ser publicada originàriament en castellà, italià, francès, anglès, portuguès, alemany, polonès i àrab.

## Contingut
Gaudete et exsultate consta de 177 paràgrafs, dels quals 175 alhora conformen els cinc capítols de l'exhortació: 
- «La crida a la santedat»
- «Dos subtils enemics de la santedat»
- «A la llum del Mestre»;
- «Algunes notes sobre la santedat al món actual»
- «Combat, vigilància i discerniment»

Els dos primers paràgrafs, a manera d'introducció, expliquen la cita bíblica (Mt 5, 12) que dona nom a l'exhortació (1ª), i mostren la intenció del papa a l'hora de redactar-la: «El meu humil objectiu és fer ressonar una vegada més la crida a la santedat, en procurar encarnar-ho en el context actual, amb els seus riscs, reptes i oportunitats» (2º). El document original tenia 40 pàgines.